# クリスティー・夏実・コーサル
クリスティー・夏実・コーサル（クリスティー なつみ コーサル、1982年7月8日 - ）は、日本でタレントとして活躍していたクリスティ、クリスティー・コーサル、クリスティーの別名義。日系アメリカ人のChristy Natsumi（宝飾デザイナー）、Christine Comstock（実業家）の日本における出生名。

## 人物
父親はアメリカ人、母親は日本人。北海道生まれ、アメリカ合衆国カリフォルニア州サンフランシスコ育ち。
アメリカにおける正式名は出生名「Christine Natsumi Korcal」、婚姻後「Christine Natsumi Comstock」であり、「Christy」は「Christine」の短縮形にあたる。

## 略歴
1992年、Sugar&Spiceに所属、クリスティ名義で芸能界デビュー。
1996年、『天才てれびくん』卒業後はアメリカと日本を往復する生活を送る。
1997年、オスカープロモーションに移籍し、クリスティーに改名。
2002年、オスカープロモーションを退所し、芸能界引退。
2012年、Christy Natsumi名義でアメリカ合衆国カリフォルニア州にてジュエリーデザイナーとして活動。
2013年、高級ジュエリーブランド『Christy Natsumi Jewely』を立ち上げる。
2017年、「Christy Natsumi LLC」を設立。Agent（代表者）としての名義はChristine Comstock。

## 出演

### テレビ番組
- 所さんのただものではない!（フジテレビ）
- 邦ちゃんのやまだかつてないテレビ（フジテレビ）
- 天才てれびくん（1993年4月 - 1996年3月、NHK教育テレビ） - てれび戦士
- 天才てれびくんスペシャル（NHK教育テレビ）
  - クイズ・電脳コロシアム（1996年5月6日）
  - 激突!!アマゾン帝国VSウドゾン王国（1997年5月3日）
- クイズ不思議の国のアリス（1993年8月3日、NHK総合テレビ）

### ビデオ
- 大宮宇宙都市プラネタリウム
- ミノルタプラネタリウム

### CM
- ホギメディカル
- 明治 ラッキー（1994年8月）
- 不二家 ルックチョコレート
- 日本テレビ放送網
- トナミ運輸
- 松下電器産業 画王

## 音楽
歌手名
- クリスティー・コーサル（クリス）
- てれび戦士
- クリマカーユ
- クリス&CHUCHUクラブ

CDシングル
- ダチョウ倶楽部「ベジタリアン・ルンバ」（1994年6月22日、BMGビクター）
- がんばってダーリン!（1994年9月10日、ポリドール）
- ガンバレ!アインシュタイン（1995年9月6日、BMGビクター）

## 書籍

### 雑誌連載
- ちゃお（1995年、小学館）モデル
- 小学六年生（1996年、小学館）モデル

### 機関誌
- 富士フイルム パンフレット